# Sandawe
Sandawe är ett språk som talas av omkring 40 000 människor i distriktet Kondoa i Dodoma, Tanzania. Språket räknas ibland, liksom  hadza, till khoisanspråken, men detta är omtvistat. Språket är modersmål för sandawefolket och har en stark ställning där, även om de flesta numera talar swahili som andraspråk.
Sandawe är ett tonspråk, med sju vokaltoner: [á], [ā], [à], [â], [ā̀] (endast på korta vokaler), [ȁ] och [ǎː] (endast på långa vokaler).
Det finns två tydliga dialekter: östalig och västlig sandawe, där den senare uppfattas som "standardsandawe".
Sandawe skrivs med det latinska alfabetet, kompletterat med tecknen ã, ũ, ĩ, õ och ẽ.